# Бешпармак (горный хребет)
Бешпарма́к (буквально: «пять пальцев» тур. Beşparmak Dağı) — горный массив в Турции, в провинции Мугла. Находится в исторической области Кария.
В античные времена известен как гора Латм (Латмос, др.-греч. Λάτμος), в средние века как Латр (Латрос, греч. Λάτρος), это название сохранялось вплоть до завоевания этих мест турками.

Образование озера Бафа

С древних времён подножие горы Латм омывалось водами одноимённого (Латмийского) залива Эгейского моря, пока в результате накопления наносов реки Меандр (в настоящее время, Большой Мендерес) море не отступило, оставив на месте залива солёное озеро (в настоящее время — озеро Бафа). Солёность воды со временем уменьшается. Процесс отступления моря длился начиная с римского периода и окончательно завершился уже в поздневизантийское время, когда связь между морем и заливом прервалась окончательно.
У подножия горы, на берегу располагался древний город Латм, впоследствии перенесённый на километр к западу и переименованный в Гераклею-на-Латме в честь мифического героя Геракла. Гераклея просуществовала до поздневизантийского периода, придя под конец в упадок. В настоящее время сохранились руины города, поверх которых расположена турецкая деревня Капыкыры.

## История

### Наскальные рисунки
В 1994 году немецкий археолог Анелиза Пешлов-Биндокат обнаружила на склонах горы древнейшие наскальные рисунки, датированные поздним неолитом (VI–V тысячелетием до нашей эры). Первые рисунки были найдены у южного склона горы. К настоящему моменту обнаружено около 170 рисунков. Все они, за редким исключением, выполнены красной охрой, встречающейся здесь в достаточном количестве, единичные рисунки выполнены в жёлтом и бело-сером цветах.
Главным образом это изображения людей высотой 23–30 сантиметров. Изображения животных встречаются крайне редко, на сегодня их обнаружено не более семи.
Рисунки сосредоточены около источников воды и древних дорог, пересекающих горы.
Кроме наскальных изображений, в пещерах обнаружены остатки керамики и каменные орудия, относящиеся к тому же периоду.

### Миф об Эндимионе

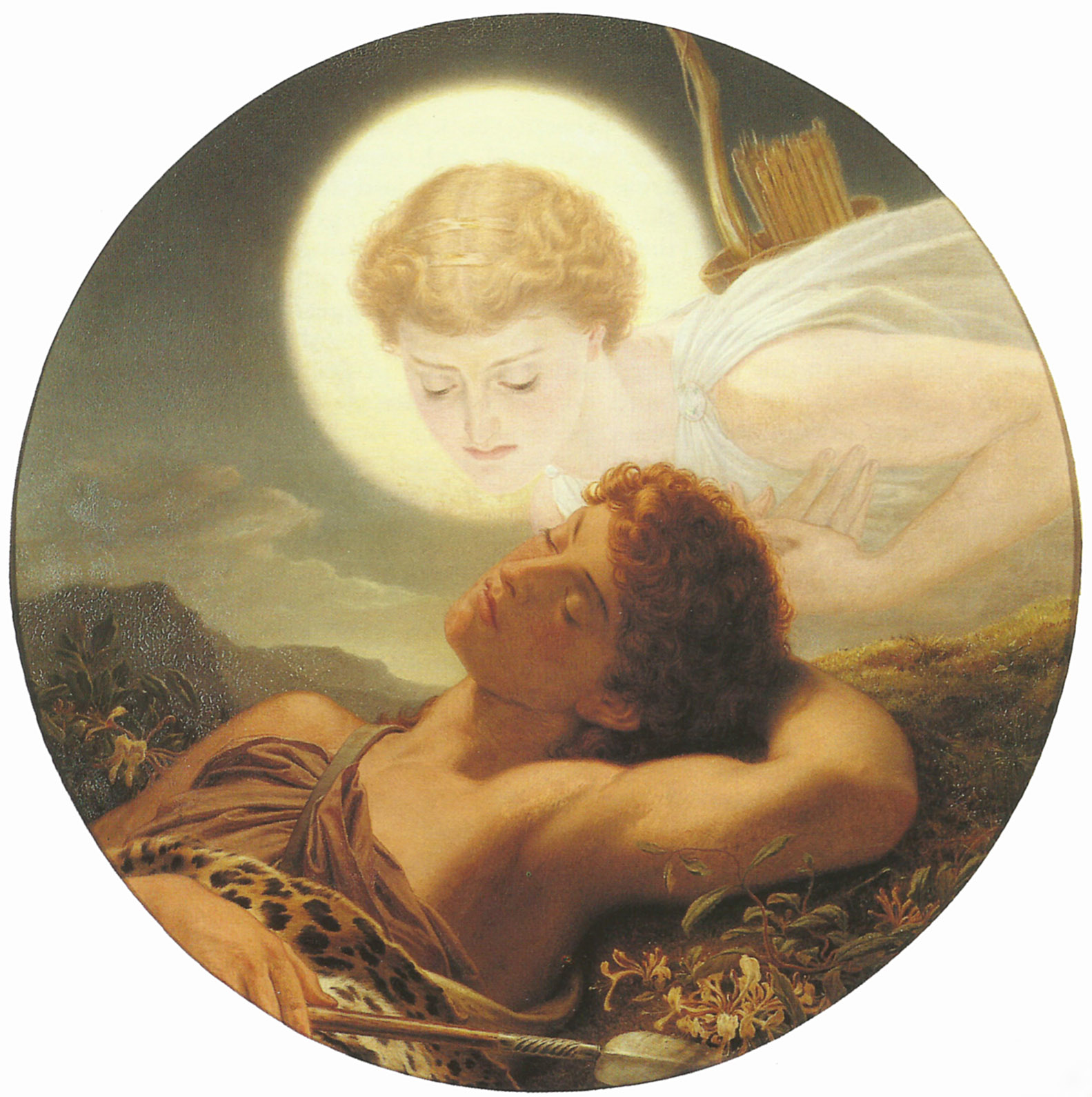
Джозеф Ноэль Патон. Селена и Эндимион. 1879

Гора Латм тесто связана с древнегреческим мифом о богине луны Селене и юноше Эндимионе. По одной из версий легенды, богиня Селена, испытывая большую любовь к Эндимиону, упросила Зевса выполнить любое его желание. Эндимион попросил о бессмертии и вечной молодости, даже ценой того, что даровано это будет ему только в вечном сне. С тех пор Эндимион спит вечным сном в одной из пещер Латма. Каждую ночь к нему спускается Селена и любуется его красотой.
Страбон рассказывает, что местные жители показывают могилу Эндимиона в одной из пещер Латма.

### Монашеский центр

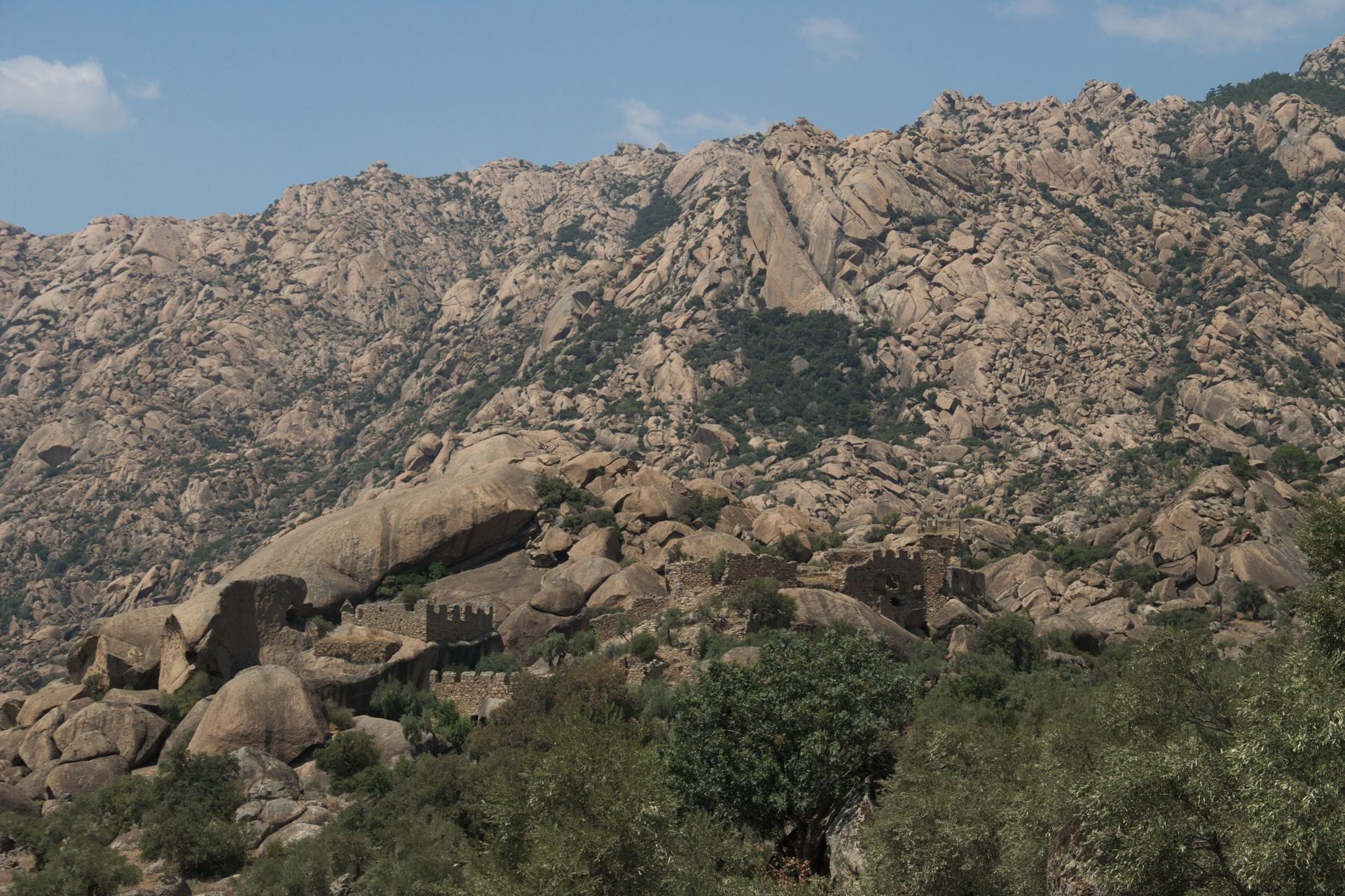
Руины монастыря Келливарон

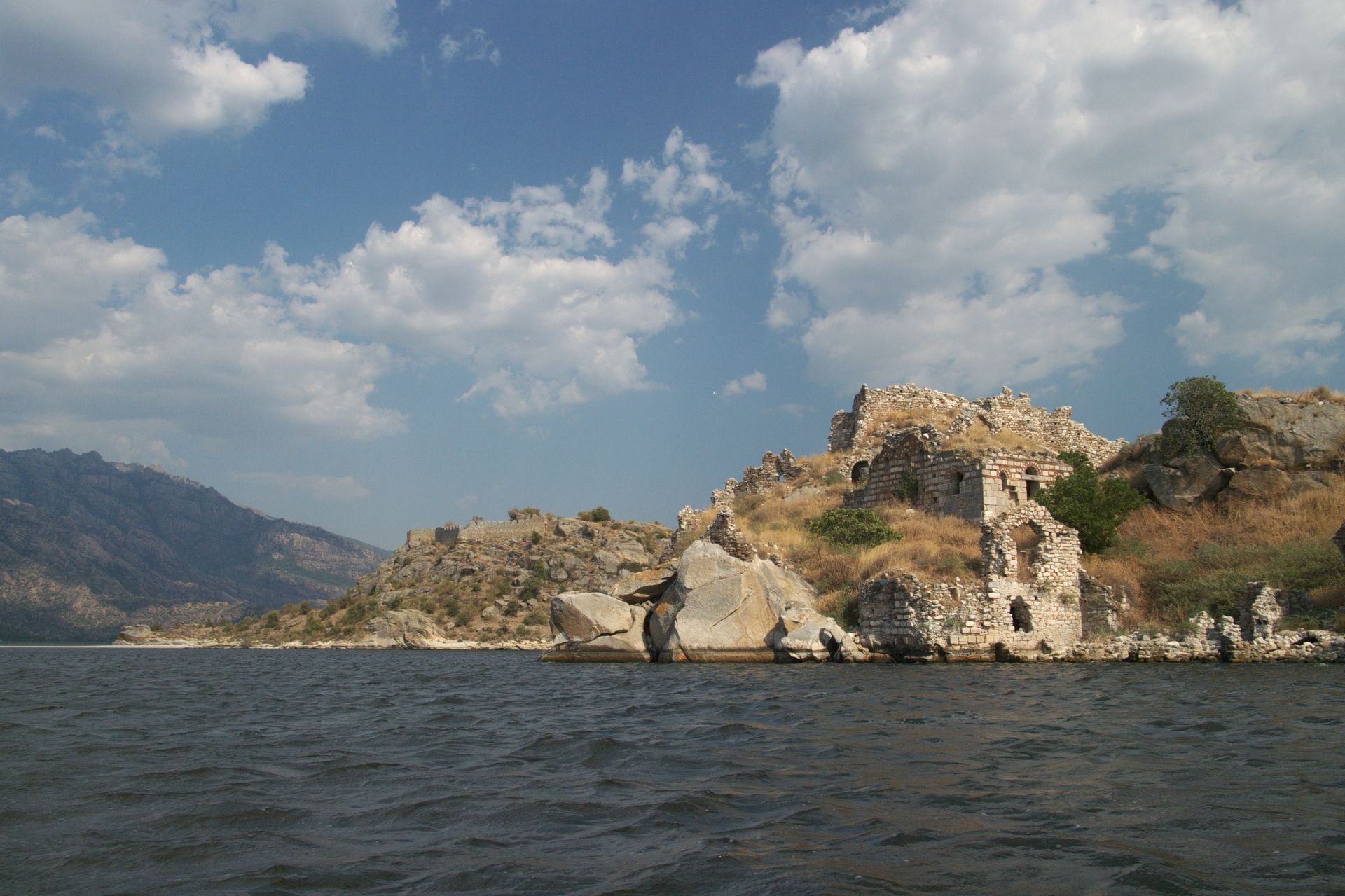
Остров Капыкыры на озере Бафа

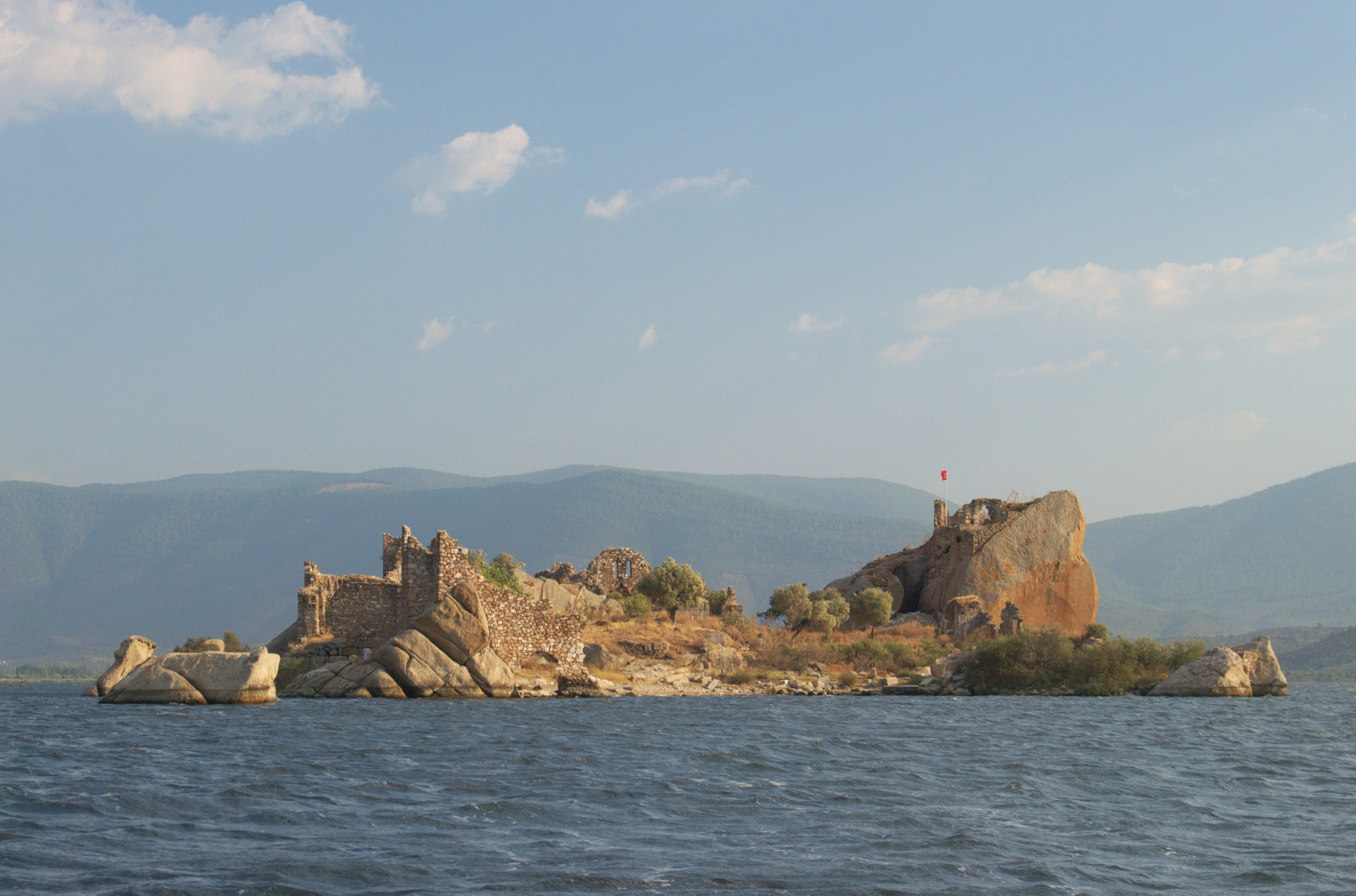
Остров Капыкыры на озере Бафа

В VII веке происходит бурное развитие ислама и расширение Арабского халифата за счёт захвата южных провинций Византийской империи: Египта, Палестины и Сирии. В этих местах монашество существовало давно и имело глубокие традиции, но при арабах многие стали покидать свои обители и переселяться в Византию.
Именно в VII веке в район горы Латр переселились монахи, выходцы с Синайского полуострова, и основали здесь целый ряд монастырей. С этого момента гора Латр на протяжении последующих столетий превращается в крупнейший центр монашества в империи, наряду с такими известными, как Афон или Олимп в Вифинии.
На гору Латр приходят и селятся монахи, прибывают паломники.
В 787 году в списке участников второго заседания Второго Никейского собора присутствует игумен Исидор из Латра.
Между VIII и X вв. преподобный Арсений Латрийский, будучи стратигом фемы Кивирреоты, постригся в монахи и служил игуменом монастыря Келливарон.
В 863 году стратиг Фракисийской фемы, Петроний, брат императрицы Феодоры и дядя императора Михаила III, явился за благословением на битву с сарацинами к латрийскому монаху Иоанну. Впоследствии, 3 августа 863 года, им была одержана победа в сражении против эмира Мелитины Омара.
В начале X века в монастырь Кария, расположенный на Латре, поступил ещё подростком монах Павел — будущий преподобный Павел Латрский. В тот момент здесь действовали три монастыря: Келливарон (называемый также Лампониев), монастырь Кария и монастырь Спасителя.
В 920–930 гг. Павел основал Столпную лавру, получившую впоследствии имя Святого Павла и ставшую главнейшим монастырём среди латрских обителей. Существуют сведения, что с Павлом вёл переписку император Константин VII Багрянородный.
Преподобный Акакий Латрийский основывает здесь лавру Пресвятой Богородицы Мирсинонской.
В X веке монастыри Византийской империи являлись крупными землевладельцами, не были исключением и латрийские монастыри:

…в собственности монастыря св. Павла находилась значительная часть территории Латрской горы, а соседний Лампониев монастырь владел местностью Драконтием и хорафием Пелеканеей…— Acta et diplomata Graeca Medii Aevi
Наивысшего расцвета монашеский центр достигает к XI веку.
В 1079 году латрийские монастыри подвергаются набегам турок-сельджуков, захвативших к тому моменту практически всю Малую Азию.
Пережив новый подъем в эпоху Никейской империи (1204–1260), монастыри горы Латр вновь начинают приходить в упадок, чему способствует общий кризис Византийской империи.
В 1222 году в окрестностях горы насчитывалось 11 монастырей.
В конце XIII века Константинопольский патриарх Афанасий I провел здесь длительное время в отшельничестве.
Последнее официальное упоминание о латрских монастырях встречается в патриаршем акте от 1360 года.

## Причисленные к лику святых монахи латрийских обителей
- Преподобный Арсений
- Преподобный Авраам
- Никифор Милетский
- Анастасия
- Преподобный Христодул
- Преподобный Павел
- Преподобный Акакий